# Leandro Cufré
Pour les articles homonymes, voir Cufré.
Leandro Damián Cufré, né le 9 mai 1978 à La Plata, est un footballeur international argentin qui évolue au poste de défenseur latéral.

## Biographie
Formé dans le club de sa ville natale, Cufré commence sa carrière professionnelle à l'âge de 18 ans. Enchaînant les bonnes performances, il est repéré par des recruteurs italiens. Après cinq saisons complètes avec le Gimnasia La Plata, Cufré rejoint le Calcio et la Serie A.
Cufré débarque à l'AS Rome où l'attend Fabio Capello alors entraîneur du club de la capitale italienne. Il dispute 8 matchs de championnat, et six matchs de Ligue des champions. Mais il est encore jugé juste par le technicien italien, c'est pourquoi le joueur est prêté à un club de seconde zone, comme il est fréquent en Italie.
Cufré joue un an pour l'AC Sienne, où il s'impose rapidement comme titulaire. Après s'être aguerri, il revient à l'AS Rome où il s'impose de même comme un titulaire indiscutable. Mais après deux ans à la Roma, le club a besoin d'argent. Le joueur est un peu surpris de son départ précipité, comme il l'explique lors de sa conférence de presse en signant à l'AS Monaco.
Cufré permet à l'AS Monaco de stabiliser la défense asémiste, mais il souffrira en parallèle de la comparaison avec son prédécesseur sur le côté droit, le Brésilien Douglas Maicon, lequel se fit remarquer par une aisance balle au pied hors du commun.
Lors de sa deuxième saison, Cufré marque le pas et se retrouve en concurrence avec Adriano, puis intègre le côté gauche de la défense à la place de Vincent Muratori. S'il s'avère être un bon défenseur, il affiche tout de même quelque lacunes offensives. Début 2009, il perd sa nationalité italienne, ce qui oblige l'ASM à le prêter au Hertha Berlin.
En juillet 2009, il s'engage gratuitement avec le Gimnasia La Plata mais un mois plus tard, il demande à quitter le club pour raison personnelles et s'engage avec le Dinamo Zagreb pour deux saisons quelques jours après son départ d'Argentine.

## Sélection
En équipe nationale, Cufré a été sélectionné quatre fois, et faisait partie des mondialistes présents en Allemagne. Il était souvent appelé avant son arrivée à l'AS Monaco, mais ne rentrait quasiment jamais, ce qui explique son faible nombre de sélections.

## Palmarès
- Vainqueur de la Coupe du monde des -20 ans en 1997 avec la sélection argentine.
- 4 sélections en équipe d'Argentine (dont 2 matchs lors de la Coupe du monde 2006 en Allemagne).